# Saawariya
Pour plus de détails, voir Fiche technique et Distribution.
Saawariya (सावरिया) est un film dramatique indien, produit et réalisé par Sanjay Leela Bhansali, sorti en 2007.
Il est adapté de la nouvelle, Les Nuits blanches, publiée en 1848 par l’écrivain russe Fiodor Dostoïevski.

## Synopsis
Raj (Ranbir Kapoor), vagabond lunaire, poète, chanteur et rêveur arrive dans la partie festive, chaude et également modeste d'une ville. Il se fait embaucher comme chanteur dans un cabaret chic. Guidé par Gulabji (Rani Mukherjee), une des prostituées du quartier et narratrice de l'histoire, il s'installe dans la pension de Lilian (Zohra Sehgal).
Le soir de son arrivée, il tombe sous le charme de Sakina (Sonam Kapoor), mystérieuse jeune femme à l’air perdu, déambulant seule sur un pont. C’est ainsi que naît l’amour au premier regard. Mais Sakina guette chaque nuit le retour de celui qu’elle aime, Imaan (Salman Khan), qui lui a promis de revenir la nuit de l'Aïd. Elle ne peut donc offrir que son amitié au jeune rêveur, à l'approche de la fête.

## Fiche technique
Sauf indication contraire, les informations mentionnées dans cette section peuvent être confirmées par la base de données cinématographiques IMDb,  présente dans la section « Liens externes ».
- Titre français : Saawariya
- Titre original : सावरिया
- Réalisateur : Sanjay Leela Bhansali
- Scénario : Prakash Kapadia, Sanjay Leela Bhansali, d'après Les Nuits blanches de Dostoïevski[1]
- Dialogues : Niranjan Iyengar
- Décors : Omung Kumar Bhandula, Vanita Omung Kumar
- Costumes : Surily Goel, Reza Shariffi, Anuradha Vakeal
- Photographie : Ravi K. Chandran
- Musique : Monty Sharma, Sanjay Leela Bhansali
- Lyrics : Sameer, Nusrat Badr, Sandeep Nath
- Montage : Bela Segal
- Production : Sanjay Leela Bhansali
- Société de production : SLB Films
- Sociétés de distribution : Sony Pictures Entertainment (SPE), Bodega Films (2009) (France), Columbia Pictures, Sony Pictures Home Entertainment (États-Unis)
- Pays de production :  Inde
- Langues : Hindi, anglais
- Format : Couleur (Technicolor) - 2.35 : 1 – 35 mm — Dolby SR, LC-Concept Digital Sound
- Genre : Drame, musical, romance
- Durée : 128 minutes
- Dates de sortie en salles : 
  - France : 29 juillet 2009
  - Inde : 9 novembre 2007

## Distribution
- Ranbir Kapoor : Ranbir Raj
- Sonam Kapoor : Sakina
- Rani Mukherjee : Gulabji
- Salman Khan : Imaan
- Begum Para : Nabila, grand-mère de Sakina
- Zohra Sehgal : Lilian

## Autour du film

### Anecdotes
- Saawariya est le premier film à avoir été totalement financé par Sony Pictures Entertainment India.

### Critiques
En regard du box-office, Saawariya a reçu des critiques mitigées. Il obtient une note négative de 39 % sur Rotten Tomatoes, sur la base de 18 critiques collectées. Sur Metacritic, il obtient une note mitigée de 44/100, sur la base de 6 critiques collectées, ce qui lui permet d'obtenir le label « Critiques mitigées ou moyennes » et est évalué à 3,2/5 pour 9 critiques de presse sur  d'Allociné.
5,2/10 sur IMDB, ce qui le classe dans les mauvais films.

« (...) Une succession de morceaux chantés larmoyants, fusion informe de pop sentimentale occidentale et de rythmes indiens mollassons. »

— Isabelle Regnier, Le Monde, 28 juillet 2009.

« Cette adaptation des Nuits Blanches de Dostoïevski relève d'un cinéma hollywoodien honorable. »

— Amélie Dubois, Les Inrocks, 28 juillet 2009.

« Le décor doit être taillé dans quelque rare pierre du Rajasthan. (...) Sanjay Leela Bhansali sculpte ici un monde imaginaire et merveilleux. (...) Deux heures trente durant, le film nous baignera dans cette fascinante texture irréelle, presque liquide. »

— Adrien Gombeaud, Les Échos, 29 juillet 2009.

« Cette grosse production adaptée d'une nouvelle de Dostoïevski, en reste au stage de la guimauve indigeste. Le sentimentalisme de cette soupe insipide s'accorde mal avec l'antiromantisme de l'écrivain russe. »

— Mathilde Blottière, Télérama, 29 septembre 2009.

## Bande originale
Albums de Monty Sharma
Black
(2005) TBA
(2009)
La bande originale du film est composée par Monty Sharma, ainsi que Sanjay Leela Bhansali pour la chanson Thode Badsham. Elle contient onze chansons. Les paroles furent écrites par Nusrat Badr, Sandeep Nath et Sameer.
| 1.    | Saawariya              | Shail Hada                              | 2:45 |
| 2.    | Jab Se Tere Naina      | Shaan                                   | 4:44 |
| 3.    | Masha-Allah            | Kunal Ganjawala, Shreya Ghoshal         | 5:28 |
| 4.    | Thode Bamaash          | Shreya Ghoshal                          | 3:19 |
| 5.    | Yun Shabnami           | Parthiv Gohil                           | 5:15 |
| 6.    | Daras Bina Nahin Chain | Richa Sharma, Shail Hada, Parthiv Gohil | 4:45 |
| 7.    | Sawar Gayi             | Shreya Ghoshal                          | 3:42 |
| 8.    | Jaan-E-Jaan            | Kunal Ganjawala, Shreya Ghoshal         | 5:59 |
| 9.    | Pari                   | Kunal Ganjawala                         | 5:19 |
| 10.   | Chhabeela              | Alka Yagnik                             | 5:23 |
| 11.   | Saawariya (reprise)    | Shail Hada                              | 3:06 |
| 47:44 |                        |                                         |      |

## Distinctions
| Date             | Distinction     | Catégorie                             | Nom                                 | Résultat   |
| ---------------- | --------------- | ------------------------------------- | ----------------------------------- | ---------- |
| 24 février 2008  | Filmfare Awards | Meilleur espoir masculin              | Ranbir Kapoor                       | Lauréat    |
| 24 février 2008  | Filmfare Awards | Meilleur espoir féminin               | Sonam Kapoor                        | Nomination |
| 24 février 2008  | Filmfare Awards | Meilleur chanteur de play-back        | Shaan (pour Jab Se Tere Naina)      | Lauréat    |
| 24 février 2008  | Filmfare Awards | Nouveau talent musical                | Monty Sharma                        | Lauréat    |
| 6 au 8 juin 2008 | IIFA Awards     | Meilleur chanteur de play-back        | Shaan (pour Jab Se Tere Naina)      | Lauréat    |
| 6 au 8 juin 2008 | IIFA Awards     | Star de l'année                       | Ranbir Kapoor                       | Lauréat    |
| 6 au 8 juin 2008 | IIFA Awards     | Meilleure actrice dans un second rôle | Rani Mukherjee                      | Nomination |
| 6 au 8 juin 2008 | IIFA Awards     | Meilleure actrice dans un second rôle | Monty Sharma                        | Nomination |
| 6 au 8 juin 2008 | IIFA Awards     | Meilleur parolier                     | Sameer (pour Jab Se Tere Naina)     | Nomination |
| 6 au 8 juin 2008 | IIFA Awards     | Meilleure chanteuse de play-back      | Shreya Ghoshal (pour Thode Badmash) | Nomination |